# Berosus ordinatus
Berosus ordinatus är en skalbaggsart som beskrevs av Leconte 1855. Berosus ordinatus ingår i släktet Berosus och familjen palpbaggar. Inga underarter finns listade i Catalogue of Life.